# Taekwondo vid centralamerikanska och karibiska spelen 2018
Taekwondo vid centralamerikanska och karibiska spelen 2018 hölls mellan den 20 och 23 juli 2018 i Coliseo Colegio Marymount i Barranquilla i Colombia.

## Medaljörer

### Herrar
| Gren                  | Guld                                                    | Silver                                                 | Brons |
| 54 kg                 | César Rodríguez (MEX)                                   | Edward Espinosa (DOM)                                  | Nelson Acajabón (GUA) · Heiner Oviedo (CRC)                                                                        |
| 58 kg                 | Brandon Plaza (MEX)                                     | Luisito Pié (DOM)                                      | Oscar Pearson (CRC) · Jefferson Ochoa (COL)                                                                        |
| 63 kg                 | Bernardo Pié (DOM)                                      | Juan Soto (CRC)                                        | Iker Casas (MEX) · Miguel Aguiar (CUB)                                                                             |
| 68 kg                 | José Nava (MEX)                                         | Andrés Zelaya (GUA)                                    | Edgar Contreras (VEN) · Ruddy Mateo (DOM)                                                                          |
| 74 kg                 | José Cobas (CUB)                                        | René Lizárraga (MEX)                                   | Neyder Lozano (COL) · Yorfren Benavides (VEN)                                                                      |
| 80 kg                 | Moisés Hernández (DOM)                                  | Uriel Adriano (MEX)                                    | Erlandi Mustelier (CUB) · Elvis Barbosa (PUR)                                                                      |
| 87 kg                 | Rafael Alba (CUB)                                       | Brian Ruidíaz (PUR)                                    | Bryan Salazar (MEX) · Alan Rodríguez (ESA)                                                                         |
| +87 kg                | Robelis Despaigne (CUB)                                 | Carlos Sansores (MEX)                                  | Fraily Mora (DOM) · Juan Álvarez (PUR)                                                                             |
| Poomsae, individuellt | Isaac Vélez (COL)                                       | Vaslav Ayala (MEX)                                     | Elián Ortega (NCA) · Ignacio Madrigal (CRC)                                                                        |
| Poomsae, lag          | Colombia (COL) Isaac Vélez Juan Bustamante Luis Álvarez | Guatemala (GUA) Dany Coy Chen José Ixtacuy José Najera | Mexiko (MEX) Vaslav Ayala Leonardo Juárez Marco Arroyo Nicaragua (NCA) Jerry Mansell Beeyker Quintero Elián Ortega |

### Damer
| Gren                  | Guld                                                    | Silver                                                      | Brons |
| 46 kg                 | Andrea Ramírez (COL)                                    | Brenda Costa Rica (MEX)                                     | Virginia Dellan (VEN) · Alexandra Degross (PUR)                                                                       |
| 49 kg                 | Daniela Souza (MEX)                                     | Elizabeth Zamora (GUA)                                      | Victoria Stambaugh (PUR) · Ibeth Rodríguez (COL)                                                                      |
| 53 kg                 | Tamara Robles (CUB)                                     | Carolena Carstens (PAN)                                     | Linda Torres (MEX) · Laura García (COL)                                                                               |
| 57 kg                 | Paulina Armeria (MEX)                                   | Adriana Martínez (VEN)                                      | Coralia Abadia (GUA) · Katherine Toro (COL)                                                                           |
| 62 kg                 | Glienys Castillo (CUB)                                  | Anel Félix (MEX)                                            | Alexmar Sulbaran (VEN) · Madelyn Rodríguez (DOM)                                                                      |
| 67 kg                 | Arlettys Acosta (CUB)                                   | Katherine Alvarado (CRC)                                    | Deysy Montes de Oca (DOM) · Victoria Heredia (MEX)                                                                    |
| 73 kg                 | Crystal Weekes (PUR)                                    | Glenhis Hernández (CUB)                                     | Carolina Fernández (VEN) · Sandra Vanegas (COL)                                                                       |
| +73 kg                | Katherine Rodríguez (DOM)                               | Briseida Acosta (MEX)                                       | Gloria Mosquera (COL) · Keyla Ávila (HON)                                                                             |
| Poomsae, individuellt | Daniela Rodríguez (MEX)                                 | María Guillén (CRC)                                         | Arelis Medina (PUR) · Karen Suache (COL)                                                                              |
| Poomsae, lag          | Mexiko (MEX) Daniela Rodríguez Paula Fregoso Ana Ibáñez | Colombia (COL) Karen Suache Valeria Bravo Estefanía Palacio | El Salvador (ESA) Celia Argueta Mónica Campos Laura Vázquez Puerto Rico (PUR) Ana Figueroa Arelis Medina Fabiola Ruiz |

### Mixed
| Gren         | Guld                                        | Silver                                  | Brons                                                                                       |
| Poomsae, par | Mexiko (MEX) Daniela Rodríguez Vaslav Ayala | Colombia (COL) Isaac Vélez Karen Suache | Costa Rica (CRC) María Guillén Ignacio Madrigal Puerto Rico (PUR) Arelis Medina José Torres |

## Medaljtabell
*   Värdland ( Colombia)
| Nr                   | Nation                        | Guld | Silver | Brons | Totalt |
| -------------------- | ----------------------------- | ---- | ------ | ----- | ------ |
| 1                    | Mexiko (MEX)                  | 8    | 7      | 5     | 20     |
| 2                    | Kuba (CUB)                    | 6    | 1      | 2     | 9      |
| 3                    | Colombia (COL)*               | 3    | 2      | 8     | 13     |
| 4                    | Dominikanska republiken (DOM) | 3    | 2      | 4     | 9      |
| 5                    | Puerto Rico (PUR)             | 1    | 1      | 7     | 9      |
| 6                    | Costa Rica (CRC)              | 0    | 3      | 4     | 7      |
| 7                    | Guatemala (GUA)               | 0    | 3      | 2     | 5      |
| 8                    | Venezuela (VEN)               | 0    | 1      | 5     | 6      |
| 9                    | Panama (PAN)                  | 0    | 1      | 0     | 1      |
| 10                   | El Salvador (ESA)             | 0    | 0      | 2     | 2      |
| 10                   | Nicaragua (NCA)               | 0    | 0      | 2     | 2      |
| 12                   | Honduras (HON)                | 0    | 0      | 1     | 1      |
| Totalt (12 nationer) | Totalt (12 nationer)          | 21   | 21     | 42    | 84     |